# 27P/Crommelin
27P/Crommelin, anche nota come Cometa Crommelin e Cometa Pons-Coggia-Winnecke-Forbes, è una cometa periodica del Sistema solare. L'attuale designazione ufficiale le è stata assegnata dal nome dell'astronomo inglese che ne calcolò l'orbita nel 1930, Andrew Crommelin. È una delle quattro comete la cui denominazione non riporta il nome o i nomi degli scopritori. Le altre tre sono: la Cometa di Halley, la Cometa di Encke e la Cometa di Lexell.
La prima osservazione documentata risale al 23 febbraio 1818 e fu registrata da Jean-Louis Pons dell'Osservatorio di Marsiglia. Pons continuò a seguire la cometa fino al 27 febbraio, dopodiché ne fu impedito dal cattivo tempo. Johann Franz Encke ne stimò l'orbita, ma il suo tentativo era affetto da notevoli errori.
Nel 1872, John R. Hind produsse una nuova stima dell'orbita, anch'essa piuttosto grossolana, che si avvicinava molto a quella della Cometa di Biela. Basandosi su queste osservazioni, Edmund Weiss ipotizzò che 27P/Crommelin potesse essere parte della Cometa di Biela.
Le osservazioni successive furono registrate il 10 novembre 1873 da Jérôme E. Coggia dell'Osservatorio di Marsiglia e l'11 novembre da Friedrich A. T. Winnecke dell'osservatorio di Strasburgo. La cometa fu perduta il 16 novembre. Weiss e Hind raccolsero le osservazioni e calcolarono una serie di orbite che potevano essere in accordo con quella della cometa Pons del 1818. Tuttavia, non riuscirono ad identificare in modo univoco l'orbita.
Una terza scoperta avvenne il 19 novembre 1928 ad opera di Alexander Forbes, dell'Osservatorio di Città del Capo e fu confermata il 21 novembre da Harry E. Wood dello Union Observatory di Johannesburg. Infine, nel 1930, Crommelin ne calcolò l'orbita ricollegando i dati sulle tre apparizioni note della cometa: Pons (1818), Coggia-Winnecke (1873) e Forbes (1928).